# Петров день (рассказ)
«Петров день» — рассказ русского писателя XIX-XX века Антона Павловича Чехова, написанный в 1881 году и впервые опубликованный 29 июня 1881 года под псевдонимом «Антоша Чехонте» в двадцать шестом номере художественно-юмористического журнала «Будильник». Изначально вышел под заголовком «Двадцать девятое июня (Шутка). (С удовольствием посвящается гг. охотникам, плохо стреляющим и не умеющим стрелять)». Разрешение цензурного комитета было получено 26 июня.
В 1882 году Антон Павлович планировал напечатать рассказ в составе авторского сборника «Шалость». Для этого в произведение был внесён ряд стилистических правок, а также изменено заглавие на «Петров день». Сборник был отпечатан, но в итоге был не допущен цензурой.